# سیسیلیا پروگنا
سیسیلیا پروگنا (انگلیسی: Cecilia Prugna؛ زادهٔ ۷ نوامبر ۱۹۹۷) بازیکن فوتبال اهل ایتالیا است.
وی همچنین در تیم ملی فوتبال زنان ایتالیا بازی کرده‌است.